# Élections cantonales de 1992 dans la Somme
Les élections cantonales ont eu lieu les 22 et 29 mars 1992.

## Contexte départemental

### Assemblée départementale sortante
Avant les élections, le conseil général de la Somme est présidé par Fernand Demilly (UDF-PSD). Il comprend 46 conseillers généraux issus des 46 cantons de la Somme. 23 d'entre eux sont renouvelables lors de ces élections. 
| Parti                              | Parti                            | Sigle | Sigle   | Élus | Élus | Groupe                  |
| ---------------------------------- | -------------------------------- | ----- | ------- | ---- | ---- | ----------------------- |
| Majorité (32 sièges)               |                                  |       |         |      |      |                         |
| Union pour la démocratie française | Parti social-démocrate           |       | UDF-PSD | 8    | 16   | Majorité départementale |
| Union pour la démocratie française | Centre des démocrates sociaux    |       | UDF-CDS | 5    | 16   | Majorité départementale |
| Union pour la démocratie française | Parti républicain                |       | UDF-PR  | 3    | 16   | Majorité départementale |
| Rassemblement pour la République   | Rassemblement pour la République |       | RPR     | 9    | 9    | Majorité départementale |
| Divers droite                      | Divers droite                    |       | DVD     | 7    | 7    | Majorité départementale |
| Opposition (14 sièges)             |                                  |       |         |      |      |                         |
| Parti socialiste                   | Parti socialiste                 |       | PS      | 8    | 8    | Socialiste              |
| Parti communiste français          | Parti communiste français        |       | PCF     | 5    | 5    | Communiste              |
| Communistes rénovateurs            | Communistes rénovateurs          |       | Rénov.  | 1    | 1    | Communiste              |
| Président du conseil général       |                                  |       |         |      |      |                         |
| Fernand Demilly (UDF-PSD)          |                                  |       |         |      |      |                         |

## Résultats à l'échelle du département
| Étiquette      | Étiquette                               | Premier tour | Premier tour | Second tour | Second tour | Sièges |
| Étiquette      | Étiquette                               | Voix         | %            | Voix        | %           | Sièges |
| -------------- | --------------------------------------- | ------------ | ------------ | ----------- | ----------- | ------ |
|                | Majorité présidentielle (PS, MRG, DVG)  | 26 738       | 17,72        | 16 527      | 16,56       | 2      |
|                | Parti communiste français               | 20 652       | 13,68        | 14 727      | 14,75       | 2      |
|                | Divers gauche                           | 2 704        | 1,79         | 3 079       | 3,08        | 0      |
| Gauche         | Gauche                                  | 50 094       | 33,19        | 34 333      | 34,39       | 4      |
|                |                                         |              |              |             |             |        |
|                | Majorité départementale (RPR, UDF, DVD) | 59 520       | 39,44        | 47 946      | 48,03       | 17     |
|                | Front national                          | 15 798       | 10,47        | 2 601       | 2,61        | 0      |
|                | Divers droite                           | 6 441        | 4,27         | 8 751       | 8,77        | 1      |
|                | Rassemblement pour la République        | 2 137        | 1,42         |             |             |        |
|                | Parti radical valoisien                 | 1 364        | 0,90         | 3 134       | 3,14        | 1      |
| Droite         | Droite                                  | 85 260       | 56,50        | 62 432      | 62,54       | 19     |
|                |                                         |              |              |             |             |        |
|                | Les Verts                               | 15 558       | 10,31        | 3 063       | 3,07        | 0      |
| Écologistes    | Écologistes                             | 15 558       | 10,31        | 3 063       | 3,07        | 0      |
|                |                                         |              |              |             |             |        |
| Inscrits       | Inscrits                                | 209 289      | 100,00       | 154 372     | 100,00      |        |
| Abstentions    | Abstentions                             | 50 063       | 23,92        | 46 848      | 30,35       |        |
| Votants        | Votants                                 | 159 226      | 76,08        | 107 524     | 69,65       |        |
| Blancs et nuls | Blancs et nuls                          | 8 314        | 5,22         | 7 696       | 7,16        |        |
| Exprimés       | Exprimés                                | 150 912      | 94,78        | 99 828      | 92,84       |        |

## Résultats par canton

### Canton d'Abbeville-Nord
| Candidats      | Candidats                 | Étiquette      | Premier tour | Premier tour | Second tour | Second tour |
| Candidats      | Candidats                 | Étiquette      | Voix         | %            | Voix        | %           |
| -------------- | ------------------------- | -------------- | ------------ | ------------ | ----------- | ----------- |
|                | André Leduc*              | UDF-PSD        | 3 267        | 40,57        | 4 013       | 54,67       |
|                | Gilbert Mathon            | PS             | 2 241        | 27,83        | 3 328       | 45,33       |
|                | Ghislaine Polaert-Waroude | Les Verts      | 943          | 11,71        |             |             |
|                | Catherine Gaffet          | FN             | 803          | 9,97         |             |             |
|                | Jean-Claude Monfliers     | PCF            | 798          | 9,91         |             |             |
|                |                           |                |              |              |             |             |
| Inscrits       | Inscrits                  | Inscrits       | 11 783       | 100,00       | 11 778      | 100,00      |
| Abstentions    | Abstentions               | Abstentions    | 3 265        | 27,71        | 3 927       | 33,34       |
| Votants        | Votants                   | Votants        | 8 518        | 72,29        | 7 851       | 66,66       |
| Blancs et nuls | Blancs et nuls            | Blancs et nuls | 466          | 5,47         | 510         | 6,50        |
| Exprimés       | Exprimés                  | Exprimés       | 8 052        | 94,53        | 7 341       | 93,50       |

*sortant

### Canton d'Acheux-en-Amiénois
|                | Jackie Pillon*    | UDF-PSD        | 1 932 | 54,90  |  |  |
|                | Régis Bormans     | PS             | 676   | 19,21  |  |  |
|                | William Eckout    | FN             | 432   | 12,28  |  |  |
|                | Jean-Pierre Douay | Les Verts      | 353   | 10,03  |  |  |
|                | Edith Chavaudret  | PCF            | 126   | 3,58   |  |  |
|                |                   |                |       |        |  |  |
| Inscrits       | Inscrits          | Inscrits       | 4 571 | 100,00 |  |  |
| Abstentions    | Abstentions       | Abstentions    | 793   | 17,35  |  |  |
| Votants        | Votants           | Votants        | 3 778 | 82,65  |  |  |
| Blancs et nuls | Blancs et nuls    | Blancs et nuls | 259   | 6,86   |  |  |
| Exprimés       | Exprimés          | Exprimés       | 3 519 | 93,14  |  |  |

*sortant

### Canton d'Ailly-le-Haut-Clocher
|                | Alain-Louis Jacques* | UDF-PSD        | 2 122 | 51,45  |  |  |
|                | Annie Lecul-Roucoux  | PS             | 1 052 | 25,51  |  |  |
|                | Bernard Charlet      | FN             | 318   | 7,71   |  |  |
|                | Jean-Paul Henry      | Les Verts      | 316   | 7,66   |  |  |
|                | Gérard Louvet        | PCF            | 316   | 7,66   |  |  |
|                |                      |                |       |        |  |  |
| Inscrits       | Inscrits             | Inscrits       | 5 260 | 100,00 |  |  |
| Abstentions    | Abstentions          | Abstentions    | 876   | 16,65  |  |  |
| Votants        | Votants              | Votants        | 4 384 | 83,35  |  |  |
| Blancs et nuls | Blancs et nuls       | Blancs et nuls | 260   | 5,93   |  |  |
| Exprimés       | Exprimés             | Exprimés       | 4 124 | 94,07  |  |  |

*sortant

### Canton d'Albert
| Candidats      | Candidats        | Étiquette      | Premier tour | Premier tour |
| Candidats      | Candidats        | Étiquette      | Voix         | %            |
| -------------- | ---------------- | -------------- | ------------ | ------------ |
|                | Fernand Demilly* | UDF-PSD        | 5 767        | 59,56        |
|                | Claude Landas    | PCF            | 1 469        | 15,17        |
|                | Raymond Pronier  | Les Verts      | 942          | 9,73         |
|                | Hubert Montagne  | PS             | 789          | 8,15         |
|                | Christian Guyot  | FN             | 716          | 7,39         |
|                |                  |                |              |              |
| Inscrits       | Inscrits         | Inscrits       | 13 023       | 100,00       |
| Abstentions    | Abstentions      | Abstentions    | 2 890        | 22,19        |
| Votants        | Votants          | Votants        | 10 133       | 77,81        |
| Blancs et nuls | Blancs et nuls   | Blancs et nuls | 450          | 4,44         |
| Exprimés       | Exprimés         | Exprimés       | 9 683        | 95,56        |

*sortant

### Canton d'Amiens-Est
| Candidats      | Candidats               | Étiquette      | Premier tour | Premier tour | Second tour | Second tour |
| Candidats      | Candidats               | Étiquette      | Voix         | %            | Voix        | %           |
| -------------- | ----------------------- | -------------- | ------------ | ------------ | ----------- | ----------- |
|                | Liliane Brunet*         | PCF            | 3 069        | 30,23        | 4 708       | 54,53       |
|                | Jean-Paul Plez          | RPR            | 2 753        | 27,12        | 3 925       | 45,47       |
|                | Florence Villain-Fingar | Les Verts      | 1 509        | 14,87        |             |             |
|                | Pascal Monard           | FN             | 1 413        | 13,92        |             |             |
|                | Michel Caullier         | PS             | 1 407        | 13,86        |             |             |
|                |                         |                |              |              |             |             |
| Inscrits       | Inscrits                | Inscrits       | 15 224       | 100,00       | 15 224      | 100,00      |
| Abstentions    | Abstentions             | Abstentions    | 4 557        | 29,93        | 5 866       | 38,53       |
| Votants        | Votants                 | Votants        | 10 667       | 70,07        | 9 358       | 61,47       |
| Blancs et nuls | Blancs et nuls          | Blancs et nuls | 516          | 4,84         | 725         | 7,75        |
| Exprimés       | Exprimés                | Exprimés       | 10 151       | 95,16        | 8 633       | 92,25       |

*sortant

### Canton d'Amiens-Sud-Est
| Candidats      | Candidats             | Étiquette      | Premier tour | Premier tour | Second tour | Second tour |
| Candidats      | Candidats             | Étiquette      | Voix         | %            | Voix        | %           |
| -------------- | --------------------- | -------------- | ------------ | ------------ | ----------- | ----------- |
|                | Jean-Claude Broutin*  | UDF-CDS        | 4 113        | 42,65        | 4 402       | 56,49       |
|                | Jean-Jacques Bertrand | Les Verts      | 1 715        | 17,78        | 3 390       | 43,51       |
|                | Jean-Luc Guisnet      | PS             | 1 539        | 15,96        | Retrait     | Retrait     |
|                | Jacqueline Brasseur   | FN             | 1 302        | 13,50        |             |             |
|                | Danielle Dubois       | PCF            | 975          | 10,11        |             |             |
|                |                       |                |              |              |             |             |
| Inscrits       | Inscrits              | Inscrits       | 15 050       | 100,00       | 15 049      | 100,00      |
| Abstentions    | Abstentions           | Abstentions    | 4 934        | 32,78        | 6 659       | 44,25       |
| Votants        | Votants               | Votants        | 10 116       | 67,22        | 8 390       | 55,75       |
| Blancs et nuls | Blancs et nuls        | Blancs et nuls | 472          | 4,67         | 598         | 7,13        |
| Exprimés       | Exprimés              | Exprimés       | 9 644        | 95,33        | 7 792       | 92,87       |

*sortant

### Canton d'Amiens-Sud
| Candidats      | Candidats          | Étiquette      | Premier tour | Premier tour |
| Candidats      | Candidats          | Étiquette      | Voix         | %            |
| -------------- | ------------------ | -------------- | ------------ | ------------ |
|                | Hubert Henno*      | UDF-PR         | 3 597        | 53,27        |
|                | Laurent Brisset    | PS             | 1 033        | 15,30        |
|                | Jean-Joseph Damay  | Les Verts      | 940          | 13,92        |
|                | Lionel Payet       | FN             | 833          | 12,34        |
|                | Pierre-Yves Morvan | PCF            | 349          | 5,17         |
|                |                    |                |              |              |
| Inscrits       | Inscrits           | Inscrits       | 10 038       | 100,00       |
| Abstentions    | Abstentions        | Abstentions    | 3 038        | 30,26        |
| Votants        | Votants            | Votants        | 7 000        | 69,74        |
| Blancs et nuls | Blancs et nuls     | Blancs et nuls | 248          | 3,54         |
| Exprimés       | Exprimés           | Exprimés       | 6 752        | 96,46        |

*sortant

### Canton d'Amiens-Sud-Ouest
| Candidats      | Candidats        | Étiquette      | Premier tour | Premier tour | Second tour | Second tour |
| Candidats      | Candidats        | Étiquette      | Voix         | %            | Voix        | %           |
| -------------- | ---------------- | -------------- | ------------ | ------------ | ----------- | ----------- |
|                | Gérard Moularde* | DVD            | 2 390        | 32,27        | 3 849       | 73,01       |
|                | Raynald Brasseur | FN             | 1 294        | 17,47        | 1 423       | 26,99       |
|                | Dolorès Esteban  | GÉ             | 1 088        | 14,69        |             |             |
|                | Bernard Nemitz   | Majorité       | 994          | 13,42        |             |             |
|                | Thierry Lucas    | PS             | 956          | 12,91        |             |             |
|                | Henri L'Hoër     | PCF            | 684          | 9,24         |             |             |
|                |                  |                |              |              |             |             |
| Inscrits       | Inscrits         | Inscrits       | 11 733       | 100,00       | 11 734      | 100,00      |
| Abstentions    | Abstentions      | Abstentions    | 3 940        | 33,58        | 5 706       | 48,63       |
| Votants        | Votants          | Votants        | 7 793        | 66,42        | 6 028       | 51,37       |
| Blancs et nuls | Blancs et nuls   | Blancs et nuls | 387          | 4,97         | 756         | 12,54       |
| Exprimés       | Exprimés         | Exprimés       | 7 406        | 95,03        | 5 272       | 87,46       |

*sortant

### Canton d'Ault
| Candidats      | Candidats           | Étiquette      | Premier tour | Premier tour | Second tour | Second tour |
| Candidats      | Candidats           | Étiquette      | Voix         | %            | Voix        | %           |
| -------------- | ------------------- | -------------- | ------------ | ------------ | ----------- | ----------- |
|                | Michel Soumillon    | PCF            | 1 603        | 26,02        | 2 787       | 47,07       |
|                | Antoine de Wazières | UDF-Rad.       | 1 364        | 22,14        | 3 134       | 52,93       |
|                | Pierre Hiard        | PS             | 1 114        | 18,08        | Retrait     | Retrait     |
|                | Lucien Levasseur    | RPR            | 948          | 15,39        | Retrait     | Retrait     |
|                | Maurice Duquef      | Les Verts      | 614          | 9,97         |             |             |
|                | Pascal Payet        | FN             | 518          | 8,41         |             |             |
|                |                     |                |              |              |             |             |
| Inscrits       | Inscrits            | Inscrits       | 8 503        | 100,00       | 8 503       | 100,00      |
| Abstentions    | Abstentions         | Abstentions    | 1 877        | 22,07        | 2 079       | 24,45       |
| Votants        | Votants             | Votants        | 6 626        | 77,93        | 6 424       | 75,55       |
| Blancs et nuls | Blancs et nuls      | Blancs et nuls | 465          | 7,02         | 503         | 7,83        |
| Exprimés       | Exprimés            | Exprimés       | 6 161        | 92,98        | 5 921       | 92,17       |

### Canton de Combles
| Candidats      | Candidats          | Étiquette      | Premier tour | Premier tour |
| Candidats      | Candidats          | Étiquette      | Voix         | %            |
| -------------- | ------------------ | -------------- | ------------ | ------------ |
|                | Albert Flinois*    | UDF-CDS        | 1 667        | 71,30        |
|                | Emmanuel Thermonir | FN             | 211          | 9,02         |
|                | Laurent Delabie    | Les Verts      | 158          | 6,76         |
|                | Dominique Monchy   | PCF            | 151          | 6,46         |
|                | Emmanuel Obré      | PS             | 151          | 6,46         |
|                |                    |                |              |              |
| Inscrits       | Inscrits           | Inscrits       | 3 020        | 100,00       |
| Abstentions    | Abstentions        | Abstentions    | 591          | 19,57        |
| Votants        | Votants            | Votants        | 2 429        | 80,43        |
| Blancs et nuls | Blancs et nuls     | Blancs et nuls | 91           | 3,75         |
| Exprimés       | Exprimés           | Exprimés       | 2 338        | 96,25        |

*sortant

### Canton de Conty
| Candidats      | Candidats             | Étiquette      | Premier tour | Premier tour | Second tour | Second tour |
| Candidats      | Candidats             | Étiquette      | Voix         | %            | Voix        | %           |
| -------------- | --------------------- | -------------- | ------------ | ------------ | ----------- | ----------- |
|                | Jacques Dacheux       | DVD            | 1 339        | 27,96        | 2 475       | 66,80       |
|                | Anny Flintham-Wallet  | DVD            | 1 212        | 25,31        | Retrait     | Retrait     |
|                | André Occis*          | DVD            | 859          | 17,94        | 1 230       | 33,20       |
|                | Jean Moisan           | FN             | 398          | 8,31         |             |             |
|                | Jean-Loup Blin        | Les Verts      | 8,27         | 8,27         |             |             |
|                | Eliane Gillet         | PS             | 322          | 6,72         |             |             |
|                | Jean-Jacques Poidevin | PCF            | 263          | 5,49         |             |             |
|                |                       |                |              |              |             |             |
| Inscrits       | Inscrits              | Inscrits       | 6 157        | 100,00       | 6 067       | 100,00      |
| Abstentions    | Abstentions           | Abstentions    | 1 164        | 18,91        | 1 807       | 29,78       |
| Votants        | Votants               | Votants        | 4 993        | 81,09        | 4 260       | 70,22       |
| Blancs et nuls | Blancs et nuls        | Blancs et nuls | 204          | 4,09         | 555         | 13,03       |
| Exprimés       | Exprimés              | Exprimés       | 4 789        | 95,91        | 3 705       | 86,97       |

*sortant

### Canton de Corbie
| Candidats      | Candidats         | Étiquette      | Premier tour | Premier tour | Second tour | Second tour |
| Candidats      | Candidats         | Étiquette      | Voix         | %            | Voix        | %           |
| -------------- | ----------------- | -------------- | ------------ | ------------ | ----------- | ----------- |
|                | Alain Gest*       | UDF-PR         | 4 591        | 44,29        | 5 795       | 65,33       |
|                | Gérard Holleville | DVD            | 1 523        | 14,69        | 3 075       | 34,67       |
|                | Simone Marsaleix  | PS             | 1 137        | 10,97        |             |             |
|                | Josette Fichaux   | PCF            | 1 110        | 10,71        |             |             |
|                | Richard Passon    | FN             | 1 015        | 9,79         |             |             |
|                | Alain Trif        | Les Verts      | 990          | 9,55         |             |             |
|                |                   |                |              |              |             |             |
| Inscrits       | Inscrits          | Inscrits       | 13 868       | 100,00       | 13 869      | 100,00      |
| Abstentions    | Abstentions       | Abstentions    | 2 967        | 21,39        | 4 045       | 29,17       |
| Votants        | Votants           | Votants        | 10 901       | 78,61        | 9 824       | 70,83       |
| Blancs et nuls | Blancs et nuls    | Blancs et nuls | 535          | 4,91         | 954         | 9,71        |
| Exprimés       | Exprimés          | Exprimés       | 10 366       | 95,09        | 8 870       | 90,29       |

*sortant

### Canton de Doullens
| Candidats      | Candidats           | Étiquette      | Premier tour | Premier tour | Second tour | Second tour |
| Candidats      | Candidats           | Étiquette      | Voix         | %            | Voix        | %           |
| -------------- | ------------------- | -------------- | ------------ | ------------ | ----------- | ----------- |
|                | Christian Vlaeminck | DVD            | 2 857        | 41,06        | 4 324       | 66,98       |
|                | Guy de Saint-Amour  | MRG            | 1 332        | 19,14        | 2 132       | 33,02       |
|                | Christian Delvallez | RPR            | 1 189        | 17,09        | Retrait     | Retrait     |
|                | Adrien Delépine     | PCF            | 569          | 8,18         |             |             |
|                | Patrick Jaquart     | FN             | 510          | 7,33         |             |             |
|                | Thierry Billet      | Les Verts      | 501          | 7,20         |             |             |
|                |                     |                |              |              |             |             |
| Inscrits       | Inscrits            | Inscrits       | 9 594        | 100,00       | 9 593       | 100,00      |
| Abstentions    | Abstentions         | Abstentions    | 2 222        | 23,16        | 2 641       | 27,53       |
| Votants        | Votants             | Votants        | 7 372        | 76,84        | 6 952       | 72,47       |
| Blancs et nuls | Blancs et nuls      | Blancs et nuls | 414          | 5,62         | 496         | 7,13        |
| Exprimés       | Exprimés            | Exprimés       | 6 958        | 94,38        | 6 456       | 92,87       |

### Canton de Friville-Escarbotin
| Candidats      | Candidats              | Étiquette      | Premier tour | Premier tour | Second tour | Second tour |
| Candidats      | Candidats              | Étiquette      | Voix         | %            | Voix        | %           |
| -------------- | ---------------------- | -------------- | ------------ | ------------ | ----------- | ----------- |
|                | Guy Roussel            | PCF            | 2 849        | 40,71        | 3 977       | 56,53       |
|                | Christian Cahon*       | UDF-PR         | 2 042        | 29,18        | 3 058       | 43,47       |
|                | Annie-Claude Leuliette | PS             | 1 247        | 17,82        | Retrait     | Retrait     |
|                | Michel Waroude         | Les Verts      | 465          | 6,64         |             |             |
|                | Thomas Tastet          | FN             | 395          | 5,64         |             |             |
|                |                        |                |              |              |             |             |
| Inscrits       | Inscrits               | Inscrits       | 9 350        | 100,00       | 9 349       | 100,00      |
| Abstentions    | Abstentions            | Abstentions    | 1 722        | 18,42        | 1 857       | 19,86       |
| Votants        | Votants                | Votants        | 7 628        | 81,58        | 7 492       | 80,14       |
| Blancs et nuls | Blancs et nuls         | Blancs et nuls | 630          | 8,26         | 457         | 6,10        |
| Exprimés       | Exprimés               | Exprimés       | 6 998        | 91,74        | 7 035       | 93,90       |

*sortant

### Canton de Gamaches
| Candidats      | Candidats              | Étiquette      | Premier tour | Premier tour | Second tour | Second tour |
| Candidats      | Candidats              | Étiquette      | Voix         | %            | Voix        | %           |
| -------------- | ---------------------- | -------------- | ------------ | ------------ | ----------- | ----------- |
|                | Michel Bonduelle*      | DVD            | 2 894        | 40,16        | 3 816       | 53,97       |
|                | Jacques Pecquery       | PCF            | 2 128        | 29,53        | 3 255       | 46,03       |
|                | Claude Bardoux         | PS             | 991          | 13,75        |             |             |
|                | Robert Peignie         | FN             | 654          | 9,07         |             |             |
|                | Marie-Madeleine Duquef | Les Verts      | 540          | 7,49         |             |             |
|                |                        |                |              |              |             |             |
| Inscrits       | Inscrits               | Inscrits       | 9 183        | 100,00       | 9 182       | 100,00      |
| Abstentions    | Abstentions            | Abstentions    | 1 526        | 16,62        | 1 708       | 18,60       |
| Votants        | Votants                | Votants        | 7 657        | 83,38        | 7 474       | 81,40       |
| Blancs et nuls | Blancs et nuls         | Blancs et nuls | 450          | 5,88         | 403         | 5,39        |
| Exprimés       | Exprimés               | Exprimés       | 7 207        | 94,12        | 7 071       | 94,61       |

*sortant

### Canton de Molliens-Dreuil
| Candidats      | Candidats           | Étiquette      | Premier tour | Premier tour | Second tour | Second tour |
| Candidats      | Candidats           | Étiquette      | Voix         | %            | Voix        | %           |
| -------------- | ------------------- | -------------- | ------------ | ------------ | ----------- | ----------- |
|                | Jean Dhalluin*      | RPR            | 2 287        | 42,37        | 2 911       | 58,41       |
|                | Jean-Luc Lefebvre   | PS             | 1 383        | 25,62        | 2 073       | 41,59       |
|                | Serge Rabeuf        | FN             | 702          | 13,00        |             |             |
|                | Christophe Porquier | Les Verts      | 645          | 11,95        |             |             |
|                | Louis Delbarre      | PCF            | 381          | 7,06         |             |             |
|                |                     |                |              |              |             |             |
| Inscrits       | Inscrits            | Inscrits       | 7 213        | 100,00       | 7 211       | 100,00      |
| Abstentions    | Abstentions         | Abstentions    | 1 487        | 20,62        | 1 849       | 25,64       |
| Votants        | Votants             | Votants        | 5 726        | 79,38        | 5 362       | 74,36       |
| Blancs et nuls | Blancs et nuls      | Blancs et nuls | 328          | 5,73         | 378         | 7,05        |
| Exprimés       | Exprimés            | Exprimés       | 5 398        | 94,27        | 4 984       | 92,95       |

*sortant

### Canton de Montdidier
| Candidats      | Candidats               | Étiquette      | Premier tour | Premier tour | Second tour | Second tour |
| Candidats      | Candidats               | Étiquette      | Voix         | %            | Voix        | %           |
| -------------- | ----------------------- | -------------- | ------------ | ------------ | ----------- | ----------- |
|                | Gérard Flamand*         | RPR            | 2 749        | 47,14        | 3 599       | 71,03       |
|                | Jean Marie              | PS             | 877          | 15,04        | 1 468       | 28,97       |
|                | Christian Wyttynck      | Les Verts      | 689          | 11,81        |             |             |
|                | Nathalie Thuillier      | FN             | 555          | 9,52         |             |             |
|                | Jean-Jacques Ochrymczuk | DVD            | 486          | 8,33         |             |             |
|                | Bernard Bauer           | PCF            | 476          | 8,16         |             |             |
|                |                         |                |              |              |             |             |
| Inscrits       | Inscrits                | Inscrits       | 8 430        | 100,00       | 8 427       | 100,00      |
| Abstentions    | Abstentions             | Abstentions    | 2 324        | 27,57        | 2 951       | 35,02       |
| Votants        | Votants                 | Votants        | 6 106        | 72,43        | 5 476       | 64,98       |
| Blancs et nuls | Blancs et nuls          | Blancs et nuls | 274          | 4,49         | 409         | 4,47        |
| Exprimés       | Exprimés                | Exprimés       | 5 832        | 95,51        | 5 067       | 92,53       |

*sortant

### Canton de Moyenneville
| Candidats      | Candidats          | Étiquette      | Premier tour | Premier tour | Second tour | Second tour |
| Candidats      | Candidats          | Étiquette      | Voix         | %            | Voix        | %           |
| -------------- | ------------------ | -------------- | ------------ | ------------ | ----------- | ----------- |
|                | Roger Castel*      | UDF-CDS        | 1 601        | 30,60        | 2 036       | 39,80       |
|                | Marius Fustier     | Majorité       | 927          | 17,72        | 1 875       | 36,66       |
|                | Jean-Maurice Dewez | Majorité       | 783          | 14,97        | 1 204       | 23,54       |
|                | Philippe Arcillon  | PS             | 752          | 14,37        | Retrait     | Retrait     |
|                | Jacques Merlier    | PCF            | 568          | 10,86        |             |             |
|                | Grégoire Demay     | FN             | 303          | 5,79         |             |             |
|                | Gilles Mairesse    | Les Verts      | 298          | 5,70         |             |             |
|                |                    |                |              |              |             |             |
| Inscrits       | Inscrits           | Inscrits       | 6 790        | 100,00       | 6 787       | 100,00      |
| Abstentions    | Abstentions        | Abstentions    | 1 218        | 17,94        | 1 377       | 20,29       |
| Votants        | Votants            | Votants        | 5 572        | 82,06        | 5 410       | 79,71       |
| Blancs et nuls | Blancs et nuls     | Blancs et nuls | 340          | 6,10         | 295         | 5,45        |
| Exprimés       | Exprimés           | Exprimés       | 5 232        | 93,90        | 5 115       | 94,55       |

*sortant

### Canton de Nesle
| Candidats      | Candidats          | Étiquette      | Premier tour | Premier tour |
| Candidats      | Candidats          | Étiquette      | Voix         | %            |
| -------------- | ------------------ | -------------- | ------------ | ------------ |
|                | Jacques Gronnier*  | DVD            | 2 304        | 55,23        |
|                | Marie-Claude Rucar | PS             | 619          | 14,84        |
|                | Raymond Hermann    | PCF            | 451          | 10,81        |
|                | Philippe Brunet    | Les Verts      | 415          | 9,95         |
|                | Roger Magot        | FN             | 383          | 9,18         |
|                |                    |                |              |              |
| Inscrits       | Inscrits           | Inscrits       | 5 723        | 100,00       |
| Abstentions    | Abstentions        | Abstentions    | 1 270        | 22,19        |
| Votants        | Votants            | Votants        | 4 453        | 77,81        |
| Blancs et nuls | Blancs et nuls     | Blancs et nuls | 281          | 6,31         |
| Exprimés       | Exprimés           | Exprimés       | 4 172        | 93,69        |

*sortant

### Canton de Roisel
| Candidats      | Candidats           | Étiquette      | Premier tour | Premier tour | Second tour | Second tour |
| Candidats      | Candidats           | Étiquette      | Voix         | %            | Voix        | %           |
| -------------- | ------------------- | -------------- | ------------ | ------------ | ----------- | ----------- |
|                | René Basquin        | UDF            | 1 485        | 32,84        | 1 973       | 44,19       |
|                | Michel Boulogne     | PS             | 1 314        | 29,06        | 1 983       | 44,41       |
|                | Pierre Druin*       | PCF            | 796          | 17,60        | Retrait     | Retrait     |
|                | Dominique Drancourt | FN             | 644          | 14,24        | 509         | 11,40       |
|                | Marie-Pascale Lucas | Les Verts      | 283          | 6,26         |             |             |
|                |                     |                |              |              |             |             |
| Inscrits       | Inscrits            | Inscrits       | 5 785        | 100,00       | 5 785       | 100,00      |
| Abstentions    | Abstentions         | Abstentions    | 1 078        | 18,63        | 1 158       | 20,02       |
| Votants        | Votants             | Votants        | 4 707        | 81,37        | 4 627       | 79,98       |
| Blancs et nuls | Blancs et nuls      | Blancs et nuls | 185          | 3,93         | 162         | 3,50        |
| Exprimés       | Exprimés            | Exprimés       | 4 522        | 96,07        | 4 465       | 96,50       |

*sortant

### Canton de Roye
| Candidats      | Candidats          | Étiquette      | Premier tour | Premier tour | Second tour | Second tour |
| Candidats      | Candidats          | Étiquette      | Voix         | %            | Voix        | %           |
| -------------- | ------------------ | -------------- | ------------ | ------------ | ----------- | ----------- |
|                | Georges Loisier    | RPR            | 2 526        | 37,87        | 3 504       | 51,65       |
|                | Jacques Fleury*    | PS             | 2 427        | 36,38        | 3 280       | 48,35       |
|                | Jean-Jacques Baron | PCF            | 732          | 10,97        |             |             |
|                | Marguerite Dauby   | FN             | 566          | 8,48         |             |             |
|                | Pierre Couraud     | Les Verts      | 420          | 6,30         |             |             |
|                |                    |                |              |              |             |             |
| Inscrits       | Inscrits           | Inscrits       | 8 912        | 100,00       | 8 908       | 100,00      |
| Abstentions    | Abstentions        | Abstentions    | 1 938        | 21,75        | 1 840       | 20,66       |
| Votants        | Votants            | Votants        | 6 974        | 78,25        | 7 068       | 79,34       |
| Blancs et nuls | Blancs et nuls     | Blancs et nuls | 303          | 4,34         | 284         | 4,02        |
| Exprimés       | Exprimés           | Exprimés       | 6 671        | 95,66        | 6 784       | 95,98       |

*sortant

### Canton de Rue
| Candidats      | Candidats       | Étiquette      | Premier tour | Premier tour |
| Candidats      | Candidats       | Étiquette      | Voix         | %            |
| -------------- | --------------- | -------------- | ------------ | ------------ |
|                | Pierre Bamière* | RPR            | 3 944        | 59,03        |
|                | Philippe Mazuel | PS             | 1 230        | 18,41        |
|                | Serge Bierry    | FN             | 716          | 10,72        |
|                | Colette Frété   | PCF            | 400          | 5,99         |
|                | Xavier Commecy  | GÉ             | 391          | 5,85         |
|                |                 |                |              |              |
| Inscrits       | Inscrits        | Inscrits       | 9 227        | 100,00       |
| Abstentions    | Abstentions     | Abstentions    | 2 250        | 24,38        |
| Votants        | Votants         | Votants        | 6 977        | 75,62        |
| Blancs et nuls | Blancs et nuls  | Blancs et nuls | 296          | 4,24         |
| Exprimés       | Exprimés        | Exprimés       | 6 681        | 95,76        |

*sortant

### Canton de Villers-Bocage
| Candidats      | Candidats             | Étiquette      | Premier tour | Premier tour | Second tour | Second tour |
| Candidats      | Candidats             | Étiquette      | Voix         | %            | Voix        | %           |
| -------------- | --------------------- | -------------- | ------------ | ------------ | ----------- | ----------- |
|                | Christian Manable     | PS             | 1 733        | 26,78        | 2 263       | 36,75       |
|                | Claude Deflesselle    | UDF            | 1 313        | 20,29        | 1 873       | 30,42       |
|                | Jean-François Claisse | DVD            | 1 286        | 19,87        | 1 352       | 21,96       |
|                | Yves Dupille          | FN             | 923          | 14,26        | 669         | 10,87       |
|                | Pierre Stannard       | Les Verts      | 680          | 10,51        |             |             |
|                | Jean-Claude Leriche   | DVD            | 289          | 4,47         |             |             |
|                | Georges Séné          | PCF            | 248          | 3,83         |             |             |
|                |                       |                |              |              |             |             |
| Inscrits       | Inscrits              | Inscrits       | 8 424        | 100,00       | 8 423       | 100,00      |
| Abstentions    | Abstentions           | Abstentions    | 1 624        | 19,28        | 2 020       | 23,98       |
| Votants        | Votants               | Votants        | 6 800        | 80,72        | 6 403       | 76,02       |
| Blancs et nuls | Blancs et nuls        | Blancs et nuls | 328          | 4,82         | 246         | 3,84        |
| Exprimés       | Exprimés              | Exprimés       | 6 472        | 95,18        | 6 157       | 96,16       |

*sortant

## Conseil général élu

### Liste des élus
| Canton                | Conseiller sortant  | Étiquette | Candidat élu        | Étiquette |
| --------------------- | ------------------- | --------- | ------------------- | --------- |
| Abbeville-Nord        | André Leduc         | UDF-PSD   | André Leduc         | UDF-PSD   |
| Acheux-en-Amiénois    | Jackie Pillon       | UDF-PSD   | Jackie Pillon       | UDF-PSD   |
| Ailly-le-Haut-Clocher | Alain-Louis Jacques | UDF-PSD   | Alain-Louis Jacques | UDF-PSD   |
| Albert                | Fernand Demilly     | UDF-PSD   | Fernand Demilly     | UDF-PSD   |
| Amiens-Est            | Liliane Brunet      | PCF       | Liliane Brunet      | PCF       |
| Amiens-Sud-Est        | Jean-Claude Broutin | UDF-CDS   | Jean-Claude Broutin | UDF-CDS   |
| Amiens-Sud            | Hubert Henno        | UDF-PR    | Hubert Henno        | UDF-PR    |
| Amiens-Sud-Ouest      | Gérard Moularde     | DVD       | Gérard Moularde     | DVD       |
| Ault                  | Michel Couillet *   | PCF       | Antoine de Wazières | UDF-Rad.  |
| Combles               | Albert Flinois      | UDF-CDS   | Albert Flinois      | UDF-CDS   |
| Conty                 | André Occis         | DVD       | Jacques Dacheux     | DVD       |
| Corbie                | Alain Gest          | UDF-PR    | Alain Gest          | UDF-PR    |
| Doullens              | Jacques Mossion *   | UDF-CDS   | Christian Vlaeminck | DVD       |
| Friville-Escarbotin   | Christian Cahon     | UDF-PR    | Guy Roussel         | PCF       |
| Gamaches              | Michel Bonduelle    | DVD       | Michel Bonduelle    | DVD       |
| Molliens-Dreuil       | Jean Dhalluin       | RPR       | Jean Dhalluin       | RPR       |
| Montdidier            | Gérard Flamand      | RPR       | Gérard Flamand      | RPR       |
| Moyenneville          | Roger Castel        | UDF-CDS   | Roger Castel        | UDF-CDS   |
| Nesle                 | Jacques Gronnier    | DVD       | Jacques Gronnier    | DVD       |
| Roisel                | Pierre Druin        | PCF       | Michel Boulogne     | PS        |
| Roye                  | Jacques Fleury      | PS        | Georges Loisier     | RPR       |
| Rue                   | Pierre Bamière      | RPR       | Pierre Bamière      | RPR       |
| Villers-Bocage        | Pierre Claisse *    | UDF-CDS   | Christian Manable   | PS        |

*Conseillers généraux sortants ne se représentant pas

### Élus
| Partis       | Partis                             | Conseillers sortants | Conseillers élus | Évolution     |
| ------------ | ---------------------------------- | -------------------- | ---------------- | ------------- |
|              | Union pour la démocratie française | 12                   | 10               | 2             |
|              | Divers droite                      | 4                    | 5                | 1             |
|              | Rassemblement pour la République   | 3                    | 4                | 1             |
| Total Droite | Total Droite                       | 19                   | 19               | en stagnation |
|              | Parti communiste français          | 3                    | 2                | 1             |
|              | Parti socialiste                   | 1                    | 2                | 1             |
| Total Gauche | Total Gauche                       | 4                    | 4                | en stagnation |

### Groupes politiques
| Parti                              | Parti                            | Sigle | Sigle    | Élus | Élus | Groupe                  |
| ---------------------------------- | -------------------------------- | ----- | -------- | ---- | ---- | ----------------------- |
| Majorité (32 sièges)               |                                  |       |          |      |      |                         |
| Union pour la démocratie française | Parti social-démocrate           |       | UDF-PSD  | 8    | 14   | Majorité départementale |
| Union pour la démocratie française | Centre des démocrates sociaux    |       | UDF-CDS  | 3    | 14   | Majorité départementale |
| Union pour la démocratie française | Parti républicain                |       | UDF-PR   | 2    | 14   | Majorité départementale |
| Union pour la démocratie française | Parti radical                    |       | UDF-Rad. | 1    | 14   | Majorité départementale |
| Rassemblement pour la République   | Rassemblement pour la République |       | RPR      | 10   | 10   | Majorité départementale |
| Divers droite                      | Divers droite                    |       | DVD      | 8    | 8    | Majorité départementale |
| Opposition (14 sièges)             |                                  |       |          |      |      |                         |
| Parti socialiste                   | Parti socialiste                 |       | PS       | 9    | 9    | Socialiste              |
| Parti communiste français          | Parti communiste français        |       | PCF      | 4    | 4    | Communiste              |
| Communistes rénovateurs            | Communistes rénovateurs          |       | Rénov.   | 1    | 1    | Communiste              |
| Président du conseil général       |                                  |       |          |      |      |                         |
| Fernand Demilly (UDF-PSD)          |                                  |       |          |      |      |                         |